# Вільгельм Фюрлінгер
Вільгельм Фюрлінгер (нім. Wilhelm Fürlinger) — австрійський футболіст, що грав на позиції півзахисника. Відомий виступами у складі клубу «Адміра».

## Кар'єра
Виступав у складі клубу «Адміра» (Відень) на позиції півзахисника. У 1923 році разом з командою завоював третє місце чемпіонату Австрії, зігравши у тому сезоні 22 матчі, у яких забив 2 голи. 
Загалом у складі «Адміри» зіграв у національній першості 91 матч і забив 4 голи.
Виступав у складі збірної Відня. У грудні 1924 року був учасником матчу проти збірної Венеції, що завершився виїзною перемогою австрійців з рахунком 6:1.

## Статистика

### Статистика клубних виступів
| Клуб              | Сезон | Чемпіонат | Чемпіонат | Кубок | Кубок | Всього | Всього |
| Клуб              | Сезон | Матчі     | Голи      | Матчі | Голи  | Матчі  | Голи   |
| ----------------- | ----- | --------- | --------- | ----- | ----- | ------ | ------ |
| «Адміра» (Відень) |       |           |           |       |       |        |        |
| 1919–1920         | 7     | 0         | 0         | 0     | 7     | 0      |        |
| 1920–1921         | 24    | 0         | ?         | 0     | 24+   | 9      |        |
| 1921–1922         | 20    | 1         | 4         | 0     | 24    | 1      |        |
| 1922–1923         | 22    | 2         | 3         | 0     | 25    | 0      |        |
| 1923–1924         | 11    | 1         | 4         | 0     | 15    | 1      |        |
| 1924–1925         | 4     | 0         | 0         | 0     | 4     | 0      |        |
| 1925–1926         | 3     | 0         | 0         | 0     | 3     | 0      |        |
| Всього            | 91    | 4         | 11+       | 0     | 102+  | 4      |        |